# Свети Илия (Везник)
Вижте пояснителната страница за други значения на Свети Илия.
„Свети Илия“ (на гръцки: Ιερά Μονή του Προφήτη Ηλία) е женски манастир в Егейска Македония, Гърция, подчинен на Сярската и Нигритска митрополия на Вселенската патриаршия (под управлението на Църквата на Гърция).

## Местоположение
Манастирът е разположен на 8 km източно от Сяр, на хълм в южните склонове на Сминица (Меникио), в северната част на село Везник (Агио Пневма).

## История
Първата църква тук, построена в 1911 година, с времето се разрушава.
В 1990 година група монаси започват да изграждат манастир на мястото, като във възстановения католикон са вградени две стени от стария храм. Църквата е трикорабна базилика с дървен покрив и по-висок среден кораб с три реда прозорци от двете страни. Трите кораба са разделени с квадратни колони. Сестринството се занимава с иконопис и златна везба. В параклиса „Света Богородица Миртидиотиса“ има точно копие на едноименната, смятана за свещена икона. В манастира се пазят мощи на светците Григорий V, Николай Плата, Филотея Атинска.